# 七色鸚哥
《七色鸚哥》是手塚治虫的日本漫画作品。1981年到1982年、在週刊少年Champion（秋田書店）上連載、全47話。2000年改編成由稻垣吾郎主演的舞台劇。

## 概要
這是一個專門代替他人演戲、並趁機偷走富人觀眾身上財寶而老是順利脫逃的演員小偷・七色鸚哥與一直追捕他的女刑警・千里万里子的故事。
本作當初本來像「怪醫黑傑克」一樣、有較多由七色鸚哥負責講道理的嚴肅劇情、但之後的走向漸漸變成戲仿著名戲劇的作品。

## 登場人物
七色鸚哥（なないろいんこ）
無論男女老幼都能代為演出的舞台劇演員。
雖然並非專業演員、但卻擁有優越的模仿能力、還擁有可讓觀眾驚嘆到宛如一流演員的演技。另外也擅於背台詞、就算是當天即將演出的戲劇也毫無問題。
但他不僅僅只是名讓觀眾感到狂熱的名演員、他的本業還是一名小偷。會趁著演出的空檔，以收取演出費為名義、利用他的變裝術竊取前來看戲的富豪觀眾身上的財寶。但就算未演戲、也會到處騙取那些貪財之人身上的財寶。本人曰「只是個擅於模仿的外行演員，以及小偷」。
盜取他人錢財的理由是「過去，演戲就是要在賣藝時讓有錢的觀眾掏錢出來、至於貧民即使未出錢也沒關係、因此是承襲過去的美德」、但實際上就算未演戲時，也經常會有盜取財物的情形（但在這樣的情形常因為某些意外而失敗、或是鸚哥自己中止自己的行為）。
就算未演戲時也會隨身戴著青綠色的假髮及墨鏡、這是因為假髮當中藏著變裝道具的緣故。另外也會在許多地點及劇院藏著變裝道具。有喜歡的咖啡店、總是會在裡面喝咖啡看漫畫。飼養一隻鸚鵡、後來因故與小狗‧玉三郎同住。
當有委託他演出的機會時，會以掛號寄到「新宿區私書箱5826432」的地址。另外在自我介紹時，會給人一張畫有穿著西裝的鸚鵡像名片。
鸚哥的良心(いんこのホンネ)
只有鸚哥能見到的幻覺（長相像是手塚作品中的「シモフリ・ママー）。但其他人都看成是一塊破布。根據醫生的診斷、似乎是因為鸚哥日常中經扮演他人，讓內心潛藏的自身欲望因此以幻覺的方式出現。
似乎會在鸚哥得意時出現、並會對他一直嘮叨著「你其實想做吧」而給人不快的話語。由於他的話而讓鸚哥因此自陷困窘、還因此受到良心的苛責而照著他的話去做。他也會將鸚哥的食物一掃而空、並多次帶著自己的妻兒一起引起鸚哥的週遭大亂、並讓鸚哥因此大吃苦頭。
千里 万里子（せんり まりこ）
一直在追捕鸚哥的刑警。隸屬捜査二課、負責詐欺・智慧犯罪。在第7話時是19歳又2個月。
高中時代以關東女番長連合的中首領「不良千里」之名馳名、還讓他校的男老大斷了三根肋骨。輕視喜歡演戲或愛情話題的人、也沒有任何教養。不喜歡女性化的服裝及言行、生氣時會立即出手。由於這樣的經歷而擁有相當強的戰力、在女警射擊大賽上也留下頂尖的成績。
對於鳥類有強烈的過敏、只要一看到鳥或聽見有關鳥的東西、就會起疹子還會立刻縮小成三頭身的身材（無論那一種鳥都一樣、就連看到炸雞也會有反應）。
追捕鸚哥的過程中對他產生好感、雖然本人一直否忍但其實都藉此與他見面。甚至在鸚哥有危機時還會相當擔心他、對於鸚哥與其他人有像是戀愛般的互動時也會嫉妒起來。
玉三郎（たまサブロー）
鸚哥養的白色小型犬。
原來是戲劇界泰斗・牛澤的寵物、並將他視為親生兒子般教導他所有的演技。因此讓牠擁有超越一般狗的演技、智慧及身體能力。擅長兩腳步行、也可以變裝成小孩子。經常與鸚哥一起在城市中散步、也會幫他偷東西。
嗜酒並經常酒醉、因此常會留露出迷朦動人的眼神。另外也會有抱住鸚哥或攻擊他胯下的舉動、有許多讓人懷疑是男同性戀的行為。
千里警部（せんりけいぶ）
万里子的直屬上司及父親。外貌來自手塚作品的角色「下田警部」。
作為警官個性嚴厲、但對於女兒萬理子則是會轉變個性溫柔的父親。讓萬里子負責鸚哥的案件、是希望能讓擅於演戲的他可將萬里子調教成優雅的女性。
小田原 丁珍（おだわら ちょうちん）
捜査二課、原來負責鸚哥案件的刑警。
在改換成万里子負責鸚哥的案件後就成為她的部下、經常與萬里子一起行動。很認真負責自己的工作，稱呼万里子為「（千里）刑警」。
男谷 守（おたに マモル）
由父親介紹的相親對象、是一名在美國巴克利大学有研究室的心理学家。
但被萬里子認為是個討人厭的書呆子。
鍬潟 隆介（くわがた りゅうすけ）
經營許多公司的日本財經界領袖，但私底下有許多見不得人的事、讓有關他不好的傳言也持續不絕。擁有一名獨生子但卻以錯誤的方式愛護他，讓兒子因此離家出走。
小丑湯米（ピエロのトミー）
七色鸚哥的師父，本名叫作湯瑪士‧威廉。在鸚哥於美國流浪時救了他，並教導他一切演戲的技巧。
在成為演員前，曾參加越戰並且為了測試伯明罕重工業的新武器而執行過相當殘忍的任務，讓他回國後投身在戲劇並決心要在某日揭發伯明罕重工業的惡行，最後順利以戲劇的方式達成目的並在要求鸚哥以演員身分在舞台上與不公不義戰鬥後，遭到越南派來的特務所殺。

## 標題
各話標題來自實際的戲劇及小說。括弧内即是該作品及其作者。
1. 哈姆雷特 （威廉·莎士比亞）
2. 底層 （馬克西姆·高爾基）
3. 玩偶之家 （亨利·易卜生）
4. 修善寺物語 （岡本綺堂）
5. 玻璃動物園 （田納西·威廉斯）
6. 欽差大臣 （尼古拉·瓦西里耶維奇·果戈里）
7. 電話 （吉安·卡洛·梅諾蒂）
8. 等待果陀 （薩繆爾·貝克特）
9. 學生王子 （Meyer-Förster）
10. 誤會 （阿爾貝·卡繆）
11. 彼得潘 （J·M·巴里）
12. 誰害怕維吉尼亞·伍爾芙？ （愛德華·阿爾比）
13. 幕間
14. 化石森林 （ロバート・シャーウッド）
15. 馴悍記（威廉·莎士比亞）
16. 彥市物語 （木下順二）
17. 大鼻子情聖 （埃德蒙·羅斯丹）
18. 青鳥 （莫里斯·梅特林克）
19. 南總里見八犬傳 （曲亭馬琴）
20. 溫蒂妮 （季洛社）
21. 十二怒漢 （利尊勞·羅斯）
22. 魔鬼的門徒 （蕭伯納）
23. 棒男 （安部公房）
24. 偽君子 （莫里哀）
25. 皮格馬利翁 （蕭伯納）
26. 靭猿
27. 十二個月（薩穆伊爾.馬爾沙克）
28. 推銷員之死 （亞瑟·米勒）
29. 三文錢的歌劇 （貝爾托·布萊希特）
30. 美狄亞 （歐里庇得斯）
31. 犀牛 （歐仁·尤內斯庫）
32. R.U.R.羅梭的萬能工人 （卡雷爾·恰佩克）
33. 婚禮 （安東·帕夫洛維奇·契訶夫）
34. 我們不是天使 （アルベール・ユッソン）
35. 威尼斯商人 （威廉·莎士比亞）
36. 假名手本忠臣藏 （竹田出雲・三好松洛・並木千柳）
37. 幕間II
38. 科爾內維爾的鐘 （浦蘭奎特）
39. 治好相思病的方法 （桑頓·懷爾德）
40. 莎樂美 （奧斯卡·王爾德）
41. 欲望街車 （田納西·威廉斯）
42. 六個尋找作者的劇中人 （路伊吉·皮蘭德婁）
43. 奧賽羅 （威廉·莎士比亞）
44. 十一隻貓 （馬場登・井上廈）
45. 偵探 （安東尼·沙弗尼）
46. 終幕
47. 玉三郎的大冒険

## 其他
- 『原子小金剛』中『被盜走的太陽』裡、他以夏洛克‧福爾摩斯賓的身分客串登場（即夏洛克·福爾摩斯與亞森·羅賓的合體名）。原作中這個角色只是戲仿福爾摩斯原來的造型、但在動畫版『原子小金剛』中，因為明星系統的關係、讓他以七色鸚哥的造型客串演出（声:富山敬）。
- 『原子小金剛』中、七色鸚哥也以炸彈狂卡多的身分登場（声：子安武人）。
- 『原子小金剛』遊戲『原子小金剛～心的秘密』中、鸚哥也以前述的夏洛克‧福爾摩斯賓身分登場。
- Nintendo DS用遊戲『怪醫黑傑克 火鳥編』中，七色鸚哥不但有登場、並且有著在他不當盜賊時，會擔任『七色鸚哥偵探事務所』的安樂椅型偵探的設定。
- 本作經常有手塚治虫作品中的吉祥物補丁葫蘆出現的場景。
- 作為『怪醫黑傑克』前傳的漫画『青年怪醫黑傑克』（劇本：田畑由秋、漫画：大熊ゆうご）中、終幕登場的七色鸚哥師父「小丑湯米」在成為演員前是以從越南回來的士兵身分登場。另外收錄湯米登場的第3集中、也有大熊所畫的七色鸚哥插圖。

## 漫畫
- 少年Champion・Comics『七色鸚哥』（秋田書店）全7巻 - 各話開頭會收錄辻真先、西村博子、辻啓子等人對於成為本話主題的作品解說
- 手塚治虫漫画全集『七色鸚哥』（講談社）全7巻
- 秋田文庫『七色鸚哥』（秋田書店）全5巻
- 手塚治虫文庫全集『七色鸚哥』（講談社）全3巻

## 外部連結
- 手塚治虫官網作品介紹（页面存档备份，存于）（日語）
- 手塚治虫付費雜誌（日語）